# Nachfüllpackung

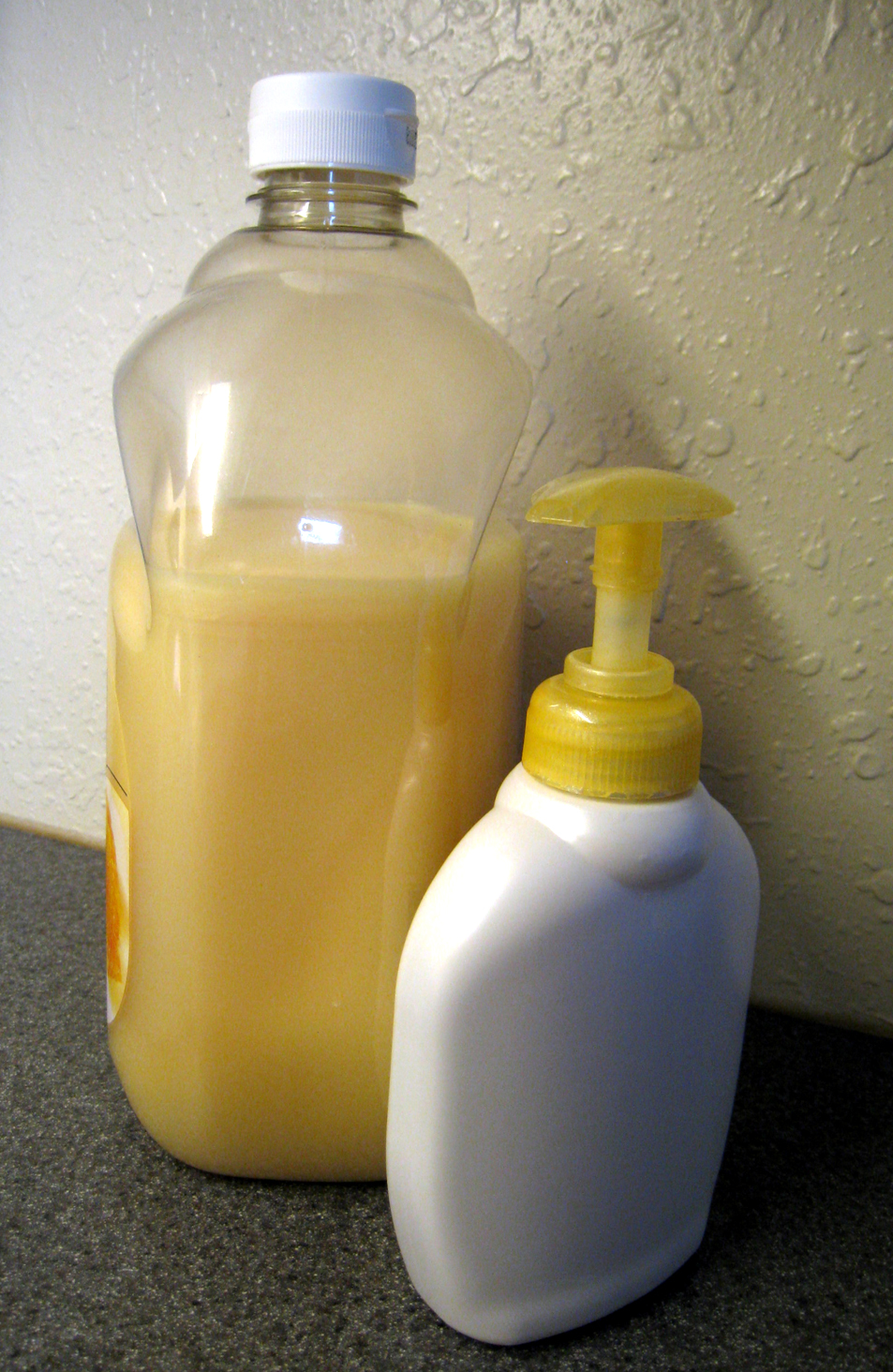
Seifenspender mit zugehöriger Nachfüllpackung

Als Nachfüllpackung werden Verpackungen bezeichnet, mit deren Inhalt eine ursprüngliche Verpackung für dasselbe Packgut wieder aufgefüllt werden soll. Sie verwendet meist ein flexibleres Packmittel und besitzt eine geringere Formstabilität als die Ausgangsverpackung, wodurch der Packstoffverbrauch deutlich verringert wird. Verwendung finden Nachfüllpackungen insbesondere in der Haushaltschemie und Kosmetik, wobei es sich meistens um flüssiges, pastöses oder schüttbares Packgut handelt. Ein Beispiel für Nachfüllpackungen sind Nachfüllbeutel für Flüssigseife gegenüber den robusteren Seifenspender-Verpackungen.
Durch den häufigen Gebrauch von Nachfüllpackungen ergeben sich neben den ökologischen auch wirtschaftliche Vorteile. So kann ein Produzent die meist wenig rentable Rücknahme von Verpackungen umgehen, während dem Verbraucher dennoch die Möglichkeit gegeben wird, die ursprüngliche Verpackung mit oft hohem Gebrauchswert weiterhin zu nutzen.